# Indywidualne Mistrzostwa Szwecji na Żużlu 1998
Indywidualne Mistrzostwa Szwecji na Żużlu 1998 – cykl turniejów żużlowych, mających wyłonić najlepszych żużlowców szwedzkich. Tytuł wywalczył Tony Rickardsson (Valsarna Hagfors).

## Finał
- Hagfors, 16 sierpnia 1998

| Msc. | Zawodnik             | Klub                   | Pkt   |             |  |
| ---- | -------------------- | ---------------------- | ----- | ----------- |  |
| 1    | Tony Rickardsson     | Valsarna Hagfors       | 14    | (3,2,3,3,3) |  |
| 2    | Mikael Karlsson      | Örnarna Mariestad      | 12 +3 | (2,3,3,1,3) |  |
| 3    | Peter Karlsson       | Kaparna Göteborg       | 12 +2 | (3,1,3,3,2) |  |
| 4    | Andreas Jonsson      | Rospiggarna Hallstavik | 11    | (2,3,2,2,2) |  |
| 5    | Henrik Gustafsson    | Indianerna Kumla       | 11    | (3,2,2,2,2) |  |
| 6    | Jimmy Nilsen         | Rospiggarna Hallstavik | 10    | 1,3,3,0,3)  |  |
| 7    | Stefan Dannö         | Valsarna Hagfors       | 8     | (3,2,2,0,1) |  |
| 8    | Niklas Klingberg     | Örnarna Mariestad      | 8     | (2,1,2,3,0) |  |
| 9    | Conny Ivarsson       | Vetlanda               | 7     | (t,3,0,3,1) |  |
| 10   | Niklas Karlsson      | Vargarna Norrköping    | 7     | (1,0,1,2,3) |  |
| 11   | Patrik Dybeck        | Indianerna Kumla       | 6     | (0,2,1,1,2) |  |
| 12   | Claes Ivarsson       | Vetlanda               | 4     | (2,0,1,0,1) |  |
| 13   | Peter I. Karlsson    | Masarna Avesta         | 4     | (1,1,0,2,0) |  |
| 14   | Einar Kyllingstad    | Rospiggarna Hallstavik | 3     | (1,0,0,1,1) |  |
| 15   | Patrik Olsson        | Västervik Speedway     | 1     | (0,1,0,0,0) |  |
| 16   | Peter Nahlin         | Vargarna Norrköping    | 0     | (u,–,–,–,–) |  |
|      | rez. Robert Eriksson | Indianerna Kumla       | 2     | (0,1,1,0)   |  |